# Baranki Boże (obraz)
Baranki Boże – obraz autorstwa polskiej artystki współczesnej Julii Curyło, namalowany w 2009 r. Na podstawie obrazu stworzony został mural, który od stycznia do końca kwietnia 2010 r. miał być umieszczony na jednej ze ścian stacji Marymont metra warszawskiego. Kontrowersje skróciły czas ekspozycji do 25 marca 2010 r.

## Opis obrazu
Obraz Baranki Boże namalowany został w 2009 r. techniką malarstwa olejnego na płótnie o wymiarach 280 × 187 cm, jako część pracy dyplomowej Julii Curyło. Przedstawia on stado białych i czarnych owieczek latających wśród chmur na tle Pałacu Kultury i Nauki w Warszawie. Na podstawie obrazu w 2010 r. stworzony został mural o takim samym tytule, o wymiarach 35 x 3,43 m. W styczniu 2010 r. w ramach VI edycji konkursu Galeria A19 mural ten, jako jedna ze zwycięskich prac konkursowych, został zamieszczony na ścianie stacji A19 Marymont.

## Znaczenie
W analizie obrazu na łamach czasopism „Format” i „Artmix” historyk sztuki Ewa Sułek wyraziła pogląd, iż dmuchane plastikowe baranki z jednej strony symbolizują płytką, powierzchowną wiarę, z drugiej zaś stanowią komentarz do masowej produkcji dewocyjnej. Nieco odmienną interpretację zasugerowała historyk sztuki Kaja Weberowska, dla której dmuchane, puste w środku przedmioty symbolizują przede wszystkim współczesność, chociaż również w aspekcie jej kultury i masowej produkcji. Izabela Kowalczyk odczytała dzieło jako obraz zderzenia elementów ziemskich i erotycznych z duchowymi. Na temat Baranków Bożych wypowiadała się również sama autorka. W oświadczeniu wydanym w związku z kontrowersjami narosłymi wobec utworu wyjaśniła m.in., że poprzez absurdalne, purenonsensowe zestawienie niewinnej owieczki z obiektem erotycznym chciała podjąć grę z tematyką kiczu i popkultury. W wywiadzie na łamach „Musli Magazine” zwróciła z kolei uwagę na odniesienie społeczne w utworze, podkreśliła też, że miał on charakter satyry. Zdaniem Leona Tarasewicza (promotora Julii Curyło) autorka Barankami Bożymi nawiązała do tradycji symbolistów.

## Kontrowersje
Wkrótce po odsłonięciu muralu pojawiły się w portalu Alert24 informacje, że owieczki przedstawione w obrazie przypominają dmuchane lalki sprzedawane w sex shopach. W reakcji na doniesienia portalu Alert24 stowarzyszenie Twoja Sprawa zorganizowało akcję pisania do spółki Metro Warszawskie i prezydent Warszawy e-maili protestacyjnych z żądaniem zakończenia ekspozycji muralu, a z oficjalnym zapytaniem do prezydent Warszawy wystąpił radny Maciej Maciejowski. Zdaniem protestujących mural godził w przekonania religijne – poprzez zestawienie tytułu „Baranek Boży” z gadżetem z sex shopu. W obronę dzieła zaangażował się portal Indeks 73, który 18 stycznia 2010 r. wystosował list otwarty do prezesa zarządu spółki Metro Warszawskie, argumentując, że mural spotkał się z pozytywnym przyjęciem tak krytyki, jak i większości osób korzystających z metra, a negatywne reakcje nie mogą skutkować cenzurą. W oświadczeniu opublikowanym w związku z zaistniałymi wokół muralu kontrowersjami autorka potwierdziła, że znajdujące się w obrazie owieczki były wzorowane na gadżetach z sex shopów, zaprzeczając jednocześnie, jakoby utwór miał obrażać uczucia religijne. 20 stycznia 2010 r. Rada Programowa Konkursu A19 wydała oświadczenie o kontynuowaniu prezentacji muralu, jednakże z uwagi na związane z nim kontrowersje skróciła ekspozycję do 25 marca 2010 r. i zadecydowała o zastąpieniu go przed świętami Wielkanocy kolejną pracą konkursową. Od 26 marca 2010 r. była to praca Nowe przestrzenie Anny Pisarskiej.
W styczniu 2010 r. nastąpiła dewastacja muralu poprzez namalowanie na nim sprayem napisu. Policja ujęła sprawcę bezpośrednio na miejscu zajścia, mural zaś został częściowo zasłonięty i poddany renowacji.

## Wystawy
W 2011 r. obraz Baranki Boże został pokazany na wystawie „Odpusty i cudowne widzenia” w galeriach sztuki Wozownia w Toruniu, Szara Kamienica w Krakowie i Strefa A w Warszawie. Był także wystawiany w ramach wystawy „Rzeczywistość magiczna” w Galerii RING w Legnicy. Z wystawami połączona była projekcja powstałego w marcu 2010 r. filmu dokumentującego historię muralu na stacji A19 Marymont. W 2013 r. Baranki Boże zaprezentowane zostały na wystawie „Pokusa, cuda i rozkosze” w Galerii Białej w Lublinie.